# Chilo demotellus
Chilo demotellus là một loài bướm đêm trong họ Crambidae.